# John Russell Hind
John Russell Hind (12. květen 1823 – 23. prosinec 1895) byl britský astronom.

## Objevené planetky
- (7) Iris
- (8) Flora
- (12) Victoria
- (14) Irene
- (18) Melpomene
- (19) Fortuna
- (22) Kalliope
- (23) Thalia
- (27) Euterpe
- (30) Urania

## Dílo
- Astronomical vocabulary. London 1852
- Introduction to astronomy. London 1863
- On the expected return of the great comet of 1264 and 1556. London 1848
- The solar system. London 1846
- Descriptive treatise of comets. London 1859

## Ocenění
Za svou práci obdržel Hind v roce 1853 Zlatou medaili Royal Astronomical Society. V roce 1855 mu Royal Society udělila Královskou medaili. V roce 1863 byl zvolen členem (fellow) Royal Society. Ruská akademie věd v Petrohradě jej v roce 1878 zvolila korespondujícím členem.
Na pamětní minci vydané v Paříži v roce 1868 na počest objevení 100. planetky, je Hind zobrazen mezi třemi dalšími objeviteli planetek, těmi jsou: Hermann Goldschmidt, Karl Theodor Robert Luther a J. C. Watson.
Na jeho počest byl pojmenován impaktní kráter na Měsíci (Hind) a asteroid (1897) Hind.